# PNMA-Familie
Bei der PNMA-Familie handelt es sich um eine Proteinfamilie. Die Abkürzung „PNMA“ steht für paraneoplastisches Antigen Ma.

## Klassifikation
| Name des Gens | Name des Proteins                                         | Chromosom |
| ------------- | --------------------------------------------------------- | --------- |
| PNMA1         | Paraneoplastisches Antigen Ma1                            | 14q24.3   |
| PNMA2         | Paraneoplastisches Antigen Ma2                            | 8p21.1    |
| PNMA3         | Paraneoplastisches Antigen Ma3                            | Xq28      |
| PNMA4 (MOAP1) | Paraneoplastisches Antigen Ma4 (Modulator of apoptosis 1) | 14q32.12  |
| PNMA5         | Paraneoplastisches Antigen Ma5                            | Xq28      |
| PNMA6A        | Paraneoplastic antigen-like protein 6A                    | Xq28      |
| PNMA6B        | Paraneoplastic antigen-like protein 6B                    | Xq28      |
| PNMA6C        | Paraneoplastic antigen-like protein 6C                    | Xq28      |
| PNMA6D        | Paraneoplastic antigen-like protein 6D                    | Xq28      |
| PNMAL1        | PNMA-like protein                                         | 19q13.32  |
| PNMAL2        | PNMA-like protein                                         | 19q13.32  |

## Eigenschaften
Die Funktion der PNMA-Proteine ist bis auf eine Ausnahme noch weitgehend unbekannt. PNMA4 (MOAP1) kann in Verbindung mit dem Protein Bax programmierten Zelltod (Apoptose) induzieren. Aufgrund der Homologien wird eine ähnliche Funktion auch den anderen Mitgliedern der Familie zugeschrieben. Einige paraneoplastische Syndrome sind mit Antikörpern assoziiert, die gegen bestimmte PNMA-Proteine gerichtet sind. Bei der Anti-Ma2-assoziierten Enzephalitis sind dies beispielsweise Antikörper gegen PNMA2.

## Weiterführende Literatur
- M. Schüller, D. Jenne, R. Voltz: The human PNMA family: novel neuronal proteins implicated in paraneoplastic neurological disease. In: Journal of neuroimmunology. Band 169, Nummer 1–2, Dezember 2005, S. 172–176, ISSN 0165-5728. doi:10.1016/j.jneuroim.2005.08.019. PMID 16214224.